# Akodon paranaensis
Akodon paranaensis là một loài động vật có vú trong họ Cricetidae, bộ Gặm nhấm. Loài này được Christoff, Fagundes, Sbalqueiro, Mattevi, & Yonenaga-Yassuda mô tả năm 2000.